# Goraždevac
Goraždevac en serbe latin et Gorazhdec en albanais (en serbe cyrillique : Гораждевац) est une localité du Kosovo située dans la commune/municipalité de Pejë/Peć, district de Pejë/Peć. Selon le recensement kosovar de 2011, elle compte 570 habitants.
Goraždevac/Gorazhdec fait partie des enclaves serbes au Kosovo.

## Histoire
Goraždevac/Gorazhdevc est mentionné pour la première fois en 1220, dans une charte rédigée par le roi serbe Stefan Prvovenčani pour le monastère de Žiča. Selon le defter (recensement) de 1485, le village comptait 28 maisons serbes, dont celle du pope.
Dans le village se trouve une église en bois, l'église Saint-Jérémie, qui remonte à la fin du XVIe siècle ou au début du XVIIe siècle, ce qui en fait le plus ancien édifice religieux de ce type en Serbie, voire dans les Balkans. Classée parmi les monuments culturels d'importance exceptionnelle de la République de Serbie, elle est également inscrite sur la liste des monuments culturels du Kosovo.
En 1926, à proximité de cet ancien sanctuaire, a été édifiée une nouvelle église dédiée au Linceul de la Sainte-Mère-de-Dieu.
En août 2003, un groupe de jeunes gens serbes originaires de Goraždevac/Gorazhdevc s'est rassemblé sur les rives de la rivière Bistrica ; des coups de feu ont été tirés sur eux depuis le village albanais de Zahaq/Zahać. L'incident, qui a fait deux morts et plusieurs blessés, a été condamné par la communauté internationale et par les autorités albanaises du Kosovo mais les auteurs des tirs n'ont pas été retrouvés. Lors de la cérémonie religieuse du premier anniversaire de l'incident, l'évêque orthodoxe serbe Teodosije de Lipjan/Lipljan a affirmé : « La justice de Dieu finira par triompher et l'amour triomphera de la haine ».

## Démographie

### Évolution historique de la population dans la localité
| 1948 | 1953  | 1961  | 1971  | 1981  | 1991  | 2011 |
| ---- | ----- | ----- | ----- | ----- | ----- | ---- |
| 889  | 1 012 | 1 235 | 1 411 | 1 440 | 1 690 | 570  |

|  |

### Répartition de la population par nationalités (2011)
En 2011, les Serbes représentaient 47,74 % de la population, les Albanais 25,96 % et les Roms 14,03 %.

## Institutions
Goraždevac/Gorazhdevc est aujourd'hui le plus grand village serbe de Métochie, formant avec quelques villages serbes alentour un ensemble d'environ 1 000 habitants. Depuis la guerre du Kosovo, le village est devenu le siège de l'assemblée municipale de Pejë/Peć et le centre administratif du district de Pejë/Peć, tels que la Serbie les reconnaît[réf. nécessaire]. Depuis la guerre, plusieurs établissements scolaires ont été transférés de Pejë/Peć à Goraždevac/Gorazhdevc comme l'école élémentaire Janko Jovićević, le lycée Saint-Sava (en serbe : Gimnazija Sveti Sava), l'école économique et commerciale Mileva Vuković (Ekonomsko-trgovinska škola Mileva Vuković), l'école électro-technique (Elektro-tehnička škola) et l'école de mécanique (Mašinska Škola). Le village possède également un centre médical, une poste et un commissariat.

## Sport
Goraždevac/Gorazhdevc possède un club de football, le FK Omladinac, créé en 1966.

## Média
Goraždevac/Gorazhdevc dispose d'une station de radio, Radio Goraždevac, qui a été créée en 2000 ; cette radio, qui diffuse ses émissions en serbe, s'est donné comme but d'informer, d'éduquer et de divertir les populations non albanaises de la Métochie. Elle est membre de l'Association des médias du Kosovo (en serbe : Kosovske Medijske Asocijacije), un réseau de station du Kosovo et de Métochie qui émettent en langue serbe.